# 이근희
이근희(李根熙, 1960년 8월 11일~)는 대한민국의 배우이다.
1978년 연극배우 첫 데뷔하였으며 이어 같은 해 1978년 TBC 동양방송 특채 연기자 정식 데뷔하였다.

## 출연작

### 드라마, 시트콤
- 2012년 《샐러리맨 초한지》 - 연구소장 역(특별출연)
- 2011년 《넌 내게 반했어》 - 연극과 교수 역
- 2004년 《러브스토리 인 하버드》 - 신반리 주민 대표 역
- 2003년 《그녀는 짱》 - 함정수 역
- 2003년 《내 인생의 콩깍지》 - 박두팔 역
- 2002년 《라이벌》 - 원대만 역
- 2000년 《메디컬 센터》
- 2000년 《이브의 모든 것》
- 1999년 《사랑해 당신을》
- 1998년 《내일을 향해 쏴라》
- 1998년 《내일》
- 1996년 《삼층집 사람들》
- 1996년 《귀여운 여자》
- 1995년 《간 큰 남자》
- 1994년 《사랑을 그대 품안에》
- 1993년 《일요일은 참으세요》
- 1992년 《삼국기》 ... 길달 역
- 1990년 《대원군》 ... 조중응 역
- 1989년 《왕룽일가》
- 1988년 《사랑이 꽃피는 나무》
- 1987년 《이화》
- 1981년 《대명》 ... 복왕 주유숭 역
- 1979년 《해오라기》
- 1978년 《물무늬》

### 예능
- 2017년 개밥 주는 남자 시즌 2 - 특별출연
- 2015년 불타는 청춘
- 1995년 TV 유치원 하나 둘 셋 - 붕붕 아저씨 역

### 영화
- 2008년 도레미파솔라시도 - 정원 부 역
- 1996년 진짜 사나이 - 연수원 원장 역
- 1995년 도둑과 시인 - 강 부장 역
- 1994년 구미호
- 1991년 러브 러브 - 황종팔 역
- 1991년 독재소공화국 - 부관 역